# Ordinariat personnel Chaire-de-Saint-Pierre
L'ordinariat personnel Chaire-de-Saint-Pierre est un ordinariat personnel de l'Église catholique destiné à accueillir les groupes d'anglicans des États-Unis et du Canada qui souhaitent entrer en pleine communion avec le pape. L'objectif qui lui est assigné est d'assurer « que soient maintenues au sein de l’Église catholique les traditions liturgiques, spirituelles et pastorales de la Communion anglicane, comme un don précieux qui nourrit la foi des membres de l’ordinariat et comme un trésor à partager ».
Il fut érigé en janvier 2012 avec pour territoire initial celui de la Conférence des évêques catholiques des États-Unis ; en date du 7 décembre 2012, le Saint-Siège annonça que l'ordinariat allait dorénavant s'étendre également sur celui de la Conférence des évêques catholiques du Canada. Il s'agit du second ordinariat personnel de ce type prévu par la constitution apostolique Anglicanorum coetibus, après Notre-Dame-de-Walsingham qui avait été établi l'année précédente pour les convertis d'Angleterre et du pays de Galles. Conformément au texte de cette constitution, l'ordinariat personnel ne correspond pas au territoire d'un diocèse donné. Même s'il fonctionne en lien avec les conférences épiscopales des États-Unis et du Canada, il dépend directement du Saint-Siège.

## Contexte

### Les désaccords doctrinaux au sein de l'anglicanisme
La doctrine de certaines églises de la Communion anglicane, et notamment celle de l'Église épiscopale des États-Unis, a connu une évolution rapide à la fin du XXe siècle et au début du siècle suivant, notamment en ce qui concerne la liturgie, l'acceptation de l'homosexualité, la place que doit recevoir la tradition, et surtout la question de l'ordination des femmes comme prêtres ou évêques. Parmi les contestataires, une certaine proportion possède des convictions anglo-catholiques et refuse l'idée que l'Église épiscopale des États-unis puisse avoir l'autorité pour modifier à elle seule la doctrine catholique.
Différents groupes de fidèles ont refusé ces évolutions au point de former des églises détachées de la Communion anglicane, avec ou sans lien d'intercommunion entre elles : ce phénomène est appelé le mouvement anglican continué (Continuing Anglican movement). Plusieurs de ces églises sont regroupées au sein de la Communion anglicane traditionnelle (Traditional Anglican Communion, TAC).
Parallèlement, plusieurs paroisses, voire des diocèses entiers, ont cherché à changer d'obédience au sein de la communion anglicane. Les paroisses et diocèses concernés ont cherché à rejoindre des églises aux vues plus traditionnelles ; ce mouvement est qualifié de "réalignement".

### L'usage anglican
À la fin des années 1970, plusieurs prêtres mariés membres de l'Église épiscopale des États-Unis d'Amérique émettent le souhait d'être reçus au sein de l'Église catholique en conservant des éléments de la liturgie anglicane. La Congrégation pour la doctrine de la foi publie en 1980 une "provision pastorale" autorisant l'ordination d'hommes mariés et la formation de paroisses personnelles, rattachées au diocèse catholique, mais qui peuvent utiliser un rite liturgique propre, l'usage anglican (Anglican Use). 
Dès lors, chaque année, un petit nombre de prêtres épiscopaliens, souvent mariés, demandera à entrer dans la communion de l'Église catholique en bénéficiant de ces dispositions. C'est le cas par exemple de l'évêque épiscopalien du Rio Grande, Jeffrey Steenson, en 2007. Il y aura au total un peu plus de 100 prêtres épiscopaliens reçus dans l'Église catholique au titre de cette provision pastorale entre 1983 et 2012.

### Les sollicitations et la réponse du Vatican
La Communion anglicane traditionnelle entretient des contacts avec Rome en vue d'un rapprochement depuis le début des années 1990. Elle formule en 2007, une demande de rattachement à l’Église catholique romaine sur le principe d’une communion pleine, entière et sacramentelle, marquée par l'acceptation et la signature du Catéchisme de l'Église catholique.
Pour répondre à cette demande, ainsi qu'aux sollicitations de certains évêques anglais,, une forme de conversion ayant une dimension collective est proposée. Le pape Benoît XVI publie une constitution apostolique, Anglicanorum coetibus qui crée une structure canonique spécifique destinée à accueillir et intégrer des institutions et groupes anglicans au sein de l'Église catholique romaine, en leur permettant de maintenir leurs traditions liturgiques, spirituelles et pastorales.

## Mise en place
La date de création de l'ordinariat est annoncée en novembre 2011 par le cardinal Wuerl, qui en a coordonné les préparatifs en liaison avec la Congrégation pour la doctrine de la foi. Il indique que 67 prêtres épiscopaliens ont demandé à intégrer cette structure et que deux paroisses ont d'ores et déjà été reçues au sein de l'Église catholique au titre de l'ordinariat, en anticipation de sa création,. Un programme de formation spécifique a été élaboré pour les prêtres de l'Église épiscopale qui demandent à se convertir au catholicisme. Ce programme, qui fait la part belle[Comment ?] aux domaines dans lesquels sont apparues historiquement les divergences théologiques entre catholiques et anglicans, a été élaboré par l'ancien évêque épiscopalien du Rio Grande, Jeffrey Steenson, qui s'était lui-même converti au catholicisme en 2007.
L'ordinariat est effectivement érigé le 1er janvier 2012, solennité de Marie, Mère de Dieu par décret du pape Benoît XVI. Jeffrey Steenson, est nommé à sa tête, avec le titre d'ordinaire, et des prérogatives juridictionnelles équivalentes à celles d'un évêque. 
L'ordinariat dispose d'une église principale (ce qui équivaut à la cathédrale d'un diocèse), l'église Notre-Dame-de-Walsingham, à Houston, Texas. Il s'agit d'une paroisse ayant bénéficié de la provision pastorale permettant l'usage anglican et possédant un sanctuaire, réplique de celui de Walsingham en Angleterre. L'ordinariat est lui-même placé sous le patronage de Notre-Dame de Walsingham.
Un prêtre de l'archevêché de Washington, ancien prêtre de l'Église épiscopale qui a largement participé à la mise en place de l'ordinariat, Scott Hurd, est prêté à l'ordinariat pour une durée de trois ans pour servir de vicaire général, en étant pour sa part basé à Washington.
Au moment de la création de l'ordinariat, le nombre de futurs membres n'a pas été annoncé. On sait cependant qu'environ 100 prêtres et 1 200 laïcs issus de 22 communautés ont demandé à être intégrés à cette structure, dont une bonne part proviennent du « mouvement anglican continué »,.
L'installation officielle de l'ordinaire Jeffrey Steenson se déroule le 12 février 2012 dans la co-cathédrale du Sacré-Cœur de Houston.
À la fin novembre 2012, l'ordinariat compte 24 prêtres qui ont reçu l'ordination au sein de l'Église catholique, et 69 qui s'y préparent. Parmi eux, on compte Larry Gipson ancien doyen de la cathédrale de l'Avent (en) de Birmingham (de 1982 à 1994) et ancien recteur de l'église épiscopale la plus importante du pays (Saint-Martin (en) de Houston).

## Liste chronologique des ordinaires
- 1er janvier 2012 - 24 novembre 2015[17]: Jeffrey Steenson (Jeffrey Neil Steenson)
- depuis le 24 novembre 2015[17]: Steven Lopes (Steven Joseph Lopes)